# アルファ (エイジアのアルバム)
『アルファ』（Alpha）は、1983年に発表されたエイジアのセカンド・アルバム。前作『詠時感〜時へのロマン』（1982年）による全米第1位の大ヒットに続き、本作もヒットを記録したが、前作ほどの巨大なセールスをあげることはできなかった。

## 概要
ミュージックテープ（カセット）のアルバムの方がLPレコードより1曲（「Daylight」）多く収録されている。これは前作でLPを録音した海賊版があまりに出回ったためと説明されている。1980年代のアメリカではレコードよりミュージック・テープの方がよく売れていた。レコードでこの曲を聴くためには「ドント・クライ」のシングル（B面に収録）を買うしかなかった。
メンバーはデビュー時と変わらず、音楽性も前作の成功を踏襲している。よりポップでキャッチーな作風が展開され、ほとんどプログレッシブ・ロックの面影はない。シングルでは「ドント・クライ」と「偽りの微笑み」がヒットした。スティーブ・ハウの曲が採用されず、ギターの音が前作に比べて控えめになっている。
しかし、エイジアにとっては本作が最後のヒットになり、その後はメンバー・チェンジなどが激しくなり、バンドは不安定な状態に入る。

## 収録曲
All tracks are written by John Wetton and Geoff Downes（特記を除く）

### サイド1：Alpha
1. ドント・クライ - "Don't Cry"
2. 偽りの微笑み - "The Smile Has Left Your Eyes" (Wetton)
3. ネヴァー・イン・ア・ミリオン・イヤーズ - "Never In A Million Years"
4. マイ・オウン・タイム - "My Own Time"
5. ザ・ヒート・ゴーズ・オン - "The Heat Goes On"

### サイド2：Beta
1. 悲しみの瞳 - "Eye To Eye"
2. 時の旅人 - "The Last To Know"
3. トゥルー・カラーズ - "True Colors"
4. ミッドナイト・サン - "Midnight Sun"
5. 永遠の輝き - "Open Your Eyes"

### カセット版 ボーナストラック（LP未収録）
1. デイライト - "Daylight"

### 2014年リマスター盤（UICY-40059）ボーナストラック
1. デイライト - "Daylight"
2. ライイング・トゥ・ユアセルフ - "Lying to Yourself"  (Wetton  , Howe)

## パーソネル

### エイジア
- ジェフ・ダウンズ (Geoff Downes) – キーボード
- スティーヴ・ハウ (Steve Howe) – ギター
- カール・パーマー (Carl Palmer) – ドラム
- ジョン・ウェットン (John Wetton) – ボーカル、ベース

### 技術スタッフ
- マイク・ストーン (Mike Stone) – プロデュース、エンジニアリング、レコーディング、ミキシング
- ポール・ノースフィールド (Paul Northfield) – エンジニアリング、レコーディング、ミキシング
- ロジャー・ディーン (Roger Dean) – カヴァー・デザイン